# Das Schweigen im Walde (Roman)

Das Schweigen im Walde. Photogravüre 1901 nach Böcklins Gemälde von 1885

Das Schweigen im Walde ist ein Roman des deutschen Schriftstellers Ludwig Ganghofer, der 1899 veröffentlicht wurde. Die Geschichte um Liebe und Eifersucht spielt in den Tiroler Bergen.

## Inhalt
Fürst Heinrich „Heinz“ von Ettingen-Bernegg flieht vor einer Liebesaffäre in Wien zur Erholung auf eine Jagdhütte zwischen Ehrwald und Leutasch, die sein Freund Graf Egon Sternfeldt für ihn gepachtet hat. Begleitet wird er von seinem Kammerdiener Martin. Am Jagdhaus empfangen ihn sein Förster Kluibenschädl sowie die Revierjäger, darunter Josef „Pepperl“ Praxmaler und Anton Mazegger. Mazegger stammt aus dem Trient, sein deutschsprachiger Vater war dort Lehrer. Nach dem frühen Tod der Eltern musste er die Schule in Innsbruck abbrechen und in den Jagddienst treten.
Bei einem Spaziergang im Wald erblickt Ettingen eine hübsche junge Frau, die auf einem Esel talwärts reitet und deren Anblick ihn tief beeindruckt. Er erinnert ihn an Arnold Böcklins Gemälde „Das Schweigen im Walde“. Kammerdiener Martin schreibt eine heimliche Einladung nach Wien an die Baronin Prankha, vor der Ettingen Reißaus genommen hatte. Während Förster Kluibenschädl sich still am Kolportageroman Das Geheimnis von Woodcastle amüsiert, feiern die Jäger in der nahen Sennhütte mit der Sennerin Burgi. Nur Mazegger hält sich fern. Als Kammerdiener Martin seine Briefe bei den Jägern abgeben will, kommt es zu einem hitzigen Wortgefecht mit dem angetrunkenen Praxmaler, der in dem vornehmen Diener einen Rivalen um die Gunst der Sennerin erkennt.
Der Förster erwischt abends den Jäger Mazegger, der ihn über seine Pirsch angelogen hatte und stattdessen beim malenden „Fräulein vom Sebensee“ war. Er stellt ihn zur Rede, es kommt zum Streit, und der Förster gibt Mazegger vier Wochen, sich eine neue Stelle zu suchen.
Den folgenden Tag bricht der Fürst noch vor Sonnenaufgang zur Pirsch mit Praxmaler auf. Beim Ebensee schießen sie einen Hirschen. Der Fürst überlässt dem Jäger das Ausweiden; er entdeckt eine kleine Hütte über dem See, die von einem gepflegten Garten aus Bergblumen umgeben ist. Hausherrin ist die junge Eselsreiterin, die ihn willkommen heißt. Er fühlt sich dem Mädchen, Lolo Petri, gleich verbunden und errät vieles von der Geschichte ihres Vaters, der den Standort entdeckt und die Hütte erbaut hat. Nach dem Tode des Vaters, eines zu Lebzeiten unverstandenen Kunstmalers, im Vorjahr kommt sie zum Malen und zur Pflege des Gartens dort hinauf und wird von den umliegenden Almhütten mit Proviant versorgt. Von seinem Jäger erfährt der Fürst auf dem Heimweg, dass der Maler Emmerich Petri aus München sich vor einigen Jahren ein Haus in Leutasch gekauft und seinen Lebensunterhalt mit Lüftlmalerei und dem Anfertigen von Marterln verdient, aber auch weitere allegorische Gemälde geschaffen habe.
Jäger Mazegger versucht indessen, Lolos Gunst zu erlangen, indem er ihr ein Edelweiß für ihren Garten bringt, das sie aber ablehnt, weil es schon zu weit in der Blüte steht, um eingegraben zu werden. Mazegger entbrennt in Eifersucht, von ihm erfährt Lolo, dass ihr einfühlsamer Besucher der Fürst und neue Jagdherr war.
Bei der Rückkehr erlauscht Praxmaler, wie Kammerdiener Martin der Sennerin Burgi Avancen macht: er werde zum Jagdverwalter mit üppigem Einkommen ernannt und suche eine Frau. Praxmaler stellt sie zur Rede und die beiden gehen im Streit auseinander. Fürst Ettingen erkundigt sich telegrafisch bei seinem Freund Sternfeldt nach Emmerich Petri. Bei einem Ausflug ins Tal nach Leutasch erfährt Ettingen vom Förster einiges über die Zeit, die Emmerich Petri im Dorf verbracht hat, und über seinen Tod beim heldenhaften Einsatz gegen eine Überschwemmung. Bei einem Besuch im Hause Petris zeigt ihm die Haushälterin die Gemälde des verstorbenen Künstlers, die ihn tief beeindrucken. Lo holt ihren Bruder Gustl von der Kutsche ab – der Innsbrucker Gymnasiast verbringt seine Ferien bei Schwester und Mutter in Leutasch bzw. am Sebensee.
Martin lässt heimlich das Haus für die Ankunft der Baronin Prankha herrichten und sorgt dafür, dass Ettingen zwei Tage auf Pirsch und Treibjagd abwesend sein wird. Am Abend des ersten Tages zwingt ein Unwetter Ettingen und Praxmaler zur Umkehr und sie übernachten bei Lo und ihrem Bruder Gustl in der Hütte am See, wobei Lo und Ettingen sich die ganze Nacht unterhalten. Am nächsten Morgen steigen sie ab zum Jagdhaus. Jäger Mazegger, der eigentlich die Ehrwalder Jäger zur Treibjagd rufen soll, geht stattdessen zum Sebensee und erklärt sich Lo – er berichtet von seiner Herkunft, der schwierigen Kindheit, der abgebrochenen Schule und seinen hochfliegenden Plänen; er sieht in ihr die Frau, für die er sie angehen würde. Lo aber weist ihn ab, und er muss unverrichteter Dinge nach Ehrwald gehen.
Ettingen und Praxmaler treffen auf einem Pirschgang Lo und ihren Bruder, der vom durchgehenden Esel schwer verletzt wird. Ettingen trägt ihn ins Jagdhaus, wo er gut versorgt werden kann. Lo Petri und Heinz Ettingen diskutieren über Böcklins Schweigen im Walde, dessen Kopie inzwischen eingetroffen ist. Eine Depesche aus Wien bestätigt, dass Emmerich Petri inzwischen in Kunstkreisen höchste Anerkennung finde und eine Ausstellung in Berlin just zum Zeitpunkt seines Todes ein großer Erfolg gewesen sei. Lo bringt den Buben ins Tal zur Mutter.
Im Jagdhaus kommen – angelockt durch den Kammerdiener – die frisch geschiedene Baronin Prankha mit ihrer französischen Kammerzofe und dem Wiener Hallodri „Mucki“ von Sensburg an. Mazegger gewinnt wieder Hoffnung, dass sich des Fürsten Interesse von Lo abwenden könnte. Bald darauf erscheint 
auch Graf Sternfeldt (zu Pferde), der mit dem Förster loszieht, um Ettingen zu warnen. Ettingen ist zu höflich und ehrenhaft, um die ungebetenen Gäste hinauszuwerfen, aber er entlässt den treulosen Diener Martin.
Mazegger geht ins Tal, um Lo Petri zu berichten, dass Ettingen nun eine andere habe – er erzielt aber nicht die gewünschte Wirkung und verzweifelt endgültig. Lo aber will das Erbe ihres Vaters in München vertreten und gleich, nachdem sie die Berghütte winterfest gemacht hat, abreisen. Auf der Tillfußer Alm geht es inzwischen hoch her: Die französische Zofe will sich mit den Einheimischen vergnügen und flirtet aufs heftigste mit Praxmaler, der es genießt, die widerspenstige Sennerin Burgi eifersüchtig zu machen. Als die anderen Gäste gegangen sind, kommt es zum Wortgefecht zwischen Burgi und Praxmaler, in dem beide erkennen, dass sie zueinander gehören.
Auch Mazegger ist wieder zum Jagdhaus gestiegen und belauscht, wie Ettingen die Baronin in einer nächtlichen Aussprache kalt und eindeutig zurückweist. Im Morgengrauen entflieht der Fürst seinen ungebetenen Gästen durch einen Ausflug mit Praxmaler zum Steinernen Hüttl. Dort erbittet Praxmaler die Heiratserlaubnis. Als Ettingen erfährt, dass die Braut mittellos ist, sagt er fünfhundert Gulden für die Aussteuer zu und befördert Praxmaler zum Oberjäger. Die Wiener Gäste reisen ab, Praxmaler gibt seiner Braut die freudigen Nachrichten weiter, und Lo geht zur Hütte am Sebensee.
Während sich alle schlafen legen, zieht Mazegger los, holt sich bei einer Alm unterhalb des Sebenwaldes eine Fackel und entzündet den Reisigzaun, um das Glück von Ettingen und Lo Petri zu verhindern. Das Feuer breitet sich rasch aus, erfasst den Wald und versperrt Lo den Weg ins Tal. Mazegger steigt zum Sebensee auf, wo auch Lo das Feuer bemerkt hat. Sie entscheidet sich zur Flucht über den hochgefährlichen Weg nach oben über den Felsen ins Nachbartal, während Mazegger den fliehenden Tieren nach unten folgt und dort stirbt.
Ettingen, der sich auf einen frühen Ausflug gemacht hatte, entdeckt das Feuer, weiß Lo in Gefahr und steigt seinerseits mit Praxmaler die steile Felswand entlang. Sie treffen die völlig erschöpfte Frau im Fels, die zusammenbricht, sowie sie gerettet ist. Als sie erwacht, gestehen die beiden einander ihre Liebe und gehen ins Tal. Im Herbst heiraten Lo Petri und Heinz Fürst Ettingen sowie Pepperl Praxmaler und Burgi.

## Sprache
Ganghofers Erzählsprache ist Hochdeutsch, das von einigen bairischen Ausdrücken durchzogen ist (gach statt steil, Schneckerl statt Locken). Die unterschiedlichen sozialen Ebenen der Figuren werden in der Sprache der Dialoge wiedergegeben. Lo spricht wie der Fürst und sein Gefolge Schriftdeutsch, während die Jäger untereinander im bairischen Dialekt reden. Dabei kommt es auch zu Missverständnissen. Der Edle Mucki spricht (nach Ganghofers Worten) eine Art Wiener Fiaker-Jargon. Fifi, die Zofe der Baronin, kann nur Französisch (das in Fußnoten übersetzt wird).

## Hintergrund
Die Geschichte spielt um die Zeit ihrer Entstehung zwischen Ehrwald und Leutasch, wo man noch heute einen Seebensee findet. Das Jagdhaus der Geschichte befindet sich ungefähr da, wo Ganghofer selbst sein Jagdhaus Hubertus unterhielt. Von der Tillfußalm unterhalb des Jagdhauses führt der Steig in Serpentinen zum Steinernen Hüttl.

## Entstehung und Rezeption
Zur Zeit der Entstehung hatte Ganghofer schon mehrere erfolgreiche Stücke und Romane veröffentlicht. Er lebte in Wohlstand und hohem Ansehen, galt er doch als Lieblingsschriftsteller von Kaiser Wilhelm II.
Im Schweigen im Walde ist die Kunst ein wesentliches Thema – nicht nur wegen des titelgebenden Böcklin-Gemäldes. Ganghofer selbst förderte (ungeachtet seines eigenen konventionellen Stils) junge moderne Künstler; die Figur des Emmerich Petri erinnert im geschilderten Malstil an die Allegorien Franz Stucks, eines Zeitgenossen Ganghofers. Kurios ist die humorvoll-spöttische Schilderung des „Schundromans“ Das Geheimnis von Woodcastle, besonders da Ganghofer schon zu Lebzeiten dem Vorwurf der Trivialität seiner Geschichten ausgesetzt war.
Der Roman wurde mehrfach verfilmt:
- Das Schweigen im Walde (1929) – Stummfilm mit William Dieterle (auch Regie) und Petta Frederik
- Das Schweigen im Walde (1937) – Regie: Hans Deppe, mit Paul Richter und Hansi Knoteck
- Das Schweigen im Walde (1955) – Regie: Helmut Weiss, mit Rudolf Lenz und Sonja Sutter
- Das Schweigen im Walde (1976) – Regie: Alfred Vohrer, mit Alexander Stephan und Belinda Mayne

Zum Teil weichen die Filme in ihrer Handlung sehr stark von der Vorlage ab.

## Werkausgaben
- Erstausgabe: Das Schweigen im Walde, Berlin, Grote, 1899

- Abdruck in Fortsetzungen in Die Gartenlaube Jahrgang 1899, Heft 1–12

- Das Schweigen im Walde, ISBN 978-3849689629, Altenmünster, Jazzybee, 2016.

Die Werke Ludwig Ganghofers sind seit dem 1. Januar 1991 nach deutschem Urheberrecht nicht mehr geschützt. 
 nach dem Abdruck in Die Gartenlaube.
- Das Schweigen im Walde bei projekt-gutenberg-DE